# Мандурија
Мандурија (итал. Manduria) је насеље у Италији у округу Таранто, региону Апулија.
Према процени из 2011. у насељу је живело 27411 становника. Насеље се налази на надморској висини од 86 м.

## Становништво
Према резултатима пописа становништва 2011. у општини је живело 30.921 становника.
| 1951.  | 1961.  | 1971.  | 1981.  | 1991.  | 2001.  | 2011.  |
| ------ | ------ | ------ | ------ | ------ | ------ | ------ |
| 24.835 | 26.218 | 27.324 | 30.608 | 31.453 | 31.747 | 30.921 |